# Mùa xuân quanh ta
Mùa xuân quanh ta (tiếng Hàn: TV 소설 꽃 피어 라 달 순아!; Romaja: TVsoseol ggoch pieora dalsuna; dịch nghĩa đen: "Tiểu thuyết truyền hình: Mùa xuân của Dal Soon") là một bộ kịch xà phòng buổi sáng của Hàn Quốc với sự tham gia của Hong Ah-reum, Yun Da-yeong, Song Won-suk và Kang Dal-bin. Phim được phát sóng trên kênh KBS2 từ ngày 14 tháng 8 năm 2017 vào các ngày từ thứ hai đến thứ sáu vào lúc 09:00 (KST) đến 09:45 (KST).
Đây là bộ tiểu thuyết truyền hình thứ 43 (thứ 12 trong thập niên 2010) của đài KBS.

## Câu chuyện
Bộ phim kể câu chuyện một phụ nữ trẻ bị mất trí nhớ đang trên con đường trở thành một thợ đóng giày. Đồng thời cô cũng tìm kiếm danh tính của mình và lấy lại công lý cho cái chết của cha cô.

## Diễn viên

### Nhân vật chính
- Hong ah-reum trong vai Go Dal-soon/Han Eun-sol
  - Uhm Chae-young trong vai Go Dal-soon/Han Eun-sol lúc nhỏ
- Yun Da-yeong trong vai Han Hong-joo/Go Jung-ok 
  - Choi MyHong-joo trong vai Han Hong-joo/Go Jung-ok lúc nhỏ
- Song Won-suk trong vai Jung Yoon-jae
  - Gil Jung-woo trong vai Jung Yoon-jae lúc nhỏ
- Kang Da-bin trong vai Seo Hyun-do
  - Choi Kwon-soo trong vai Seo Hyun-do lúc nhỏ

### Nhân vật phụ

#### Hãng giày Song-in
- Im Ho trong vai Han Tae-sung
- Park Hyun-jung trong vai Song Yeon-hwa
- Kim Min-hee trong vai Han Tae-sook
- Park Ji-hoon trong vai Dong-hoon

#### Hãng da Hangang
- Choi Jae-sung trong vai Jung Sun-ki
- Jo Eun-sook trong vai Seo Mi-ryung
- Hong Il-kwon trong vai Seo Bong-sik
- Lee Min-ji trong vai Seo Hyun-jung

#### People around Boon-yi
- Kim Young-ok trong vai Kang Boon-yi
- Bae Do-hwan trong vai Jung Chong-ki
- Choi Wan-jung trong vai Ahn Choo-ja
- Jung Ha-yoon trong vai Jung Bok-nam

### Vai diễn khách mời
- Jung Young-sook trong vai Choi Geum-seon
- Choi Cheol-ho trong vai Lee Jae-ha

## Rating
- Trong bản bên dưới, số màu xanh đại diện cho đánh giá có lượt xem thấp nhất và số màu đỏ đại diện cho đánh giá có lượt xem cao nhất.
- NR biểu thị rằng bộ phim đã không được xếp hạng trong 20 chương trình hàng ngày có lượt xem hàng đầu vào ngày đó.

| Tập        | Ngày phát sóng ban đầu    | Tỉ lệ khán giả trung bình | Tỉ lệ khán giả trung bình | Tỉ lệ khán giả trung bình | Tỉ lệ khán giả trung bình |
| Tập        | Ngày phát sóng ban đầu    | TNmS Ratings              | TNmS Ratings              | AGB Nielsen               | AGB Nielsen               |
| Tập        | Ngày phát sóng ban đầu    | Trên toàn quốc            | Seoul                     | Trên toàn quốc            | Seoul                     |
| ---------- | ------------------------- | ------------------------- | ------------------------- | ------------------------- | ------------------------- |
| 1          | Ngày 14 tháng 8 năm 2017  | 9.7% (12th)               | NR                        | 7.1% (NR)                 | NR                        |
| 2          | Ngày 15 tháng 8 năm 2017  | 8.1% (13th)               | NR                        | 7.1% (20th)               | NR                        |
| 3          | Ngày 16 tháng 8 năm 2017  | 8.6% (12th)               | 6.4% (18th)               | 6.9% (NR)                 | NR                        |
| 4          | Ngày 17 tháng 8 năm 2017  | 9.3% (13th)               | 7.5% (12th)               | 7.3% (16th)               | 6.5% (17th)               |
| 5          | Ngày 18 tháng 8 năm 2017  | 9.2% (12th)               | 6.8% (14th)               | 7.2% (16th)               | 6.5% (17th)               |
| 6          | Ngày 21 tháng 8 năm 2017  | 9.0% (15th)               | 6.0% (19th)               | 6.7% (NR)                 | NR                        |
| 7          | Ngày 22 tháng 8 năm 2017  | 8.5% (13th)               | 6.9% (19th)               | 6.4% (NR)                 | NR                        |
| 8          | Ngày 23 tháng 8 năm 2017  | 8.8% (12th)               | 7.2% (16th)               | 7.1% (16th)               | NR                        |
| 9          | Ngày 24 tháng 8 năm 2017  | 9.5% (12th)               | 7.3% (15th)               | 7.2% (18th)               | 6.5% (20th)               |
| 10         | Ngày 25 tháng 8 năm 2017  | 9.0% (13th)               | 6.4% (18th)               | 7.3% (16th)               | 6.1% (19th)               |
| 11         | Ngày 28 tháng 8 năm 2017  | 8.7% (15th)               | NR                        | 6.8% (20th)               | NR                        |
| 12         | Ngày 29 tháng 8 năm 2017  | 9.4% (11th)               | 7.2% (16th)               | 7.1% (15th)               | NR                        |
| 13         | Ngày 30 tháng 8 năm 2017  | 9.2% (12th)               | 7.6% (13th)               | 6.2% (20th)               | NR                        |
| 14         | Ngày 31 tháng 8 năm 2017  | 9.1% (11th)               | 7.4% (14th)               | 6.7% (18th)               | NR                        |
| 15         | Ngày 1 tháng 9 năm 2017   | 8.8% (14th)               | 6.3% (15th)               | 7.2% (15th)               | 5.7% (17th)               |
| 16         | Ngày 4 tháng 9 năm 2017   | 9.5% (12th)               | 7.6% (16th)               | 7.2% (18th)               | NR                        |
| 17         | Ngày 5 tháng 9 năm 2017   | 7.2% (14th)               | 6.2% (15th)               | 5.8% (NR)                 | NR                        |
| 18         | Ngày 6 tháng 9 năm 2017   | 8.7% (14th)               | 6.5% (17th)               | 6.4% (19th)               | NR                        |
| 19         | Ngày 7 tháng 9 năm 2017   | 7.8% (14th)               | NR                        | 6.0% (18th)               | NR                        |
| 20         | Ngày 8 tháng 9 năm 2017   | 8.6% (12th)               | 6.5% (13th)               | 6.8% (15th)               | 5.6% (19th)               |
| 21         | Ngày 11 tháng 9 năm 2017  | 11.0% (9th)               | 8.6% (14th)               | 7.5% (19th)               | NR                        |
| 22         | Ngày 12 tháng 9 năm 2017  | 7.3% (14th)               | 6.2% (18th)               | 6.0% (19th)               | NR                        |
| 23         | Ngày 13 tháng 9 năm 2017  | 7.8% (14th)               | 6.4% (15th)               | 5.7% (19th)               | NR                        |
| 24         | Ngày 14 tháng 9 năm 2017  | 8.2% (14th)               | 6.7% (18th)               | 5.8% (NR)                 | NR                        |
| 25         | Ngày 15 tháng 9 năm 2017  | 8.4% (14th)               | 6.5% (16th)               | 7.1% (14th)               | 6.4% (17th)               |
| 26         | Ngày 18 tháng 9 năm 2017  | 8.2% (14th)               | 6.6% (19th)               | 6.2% (NR)                 | NR                        |
| 27         | Ngày 19 tháng 9 năm 2017  | 8.3% (13th)               | 6.7% (19th)               | 6.8% (19th)               | NR                        |
| 28         | Ngày 20 tháng 9 năm 2017  | 8.3% (14th)               | 6.8% (16th)               | 6.1% (19th)               | NR                        |
| 29         | Ngày 21 tháng 9 năm 2017  | 8.1% (14th)               | 6.4% (17th)               | 6.7% (17th)               | NR                        |
| 30         | Ngày 22 tháng 9 năm 2017  | 8.2% (14th)               | 6.8% (14th)               | 7.0% (15th)               | 6.0% (18th)               |
| 31         | Ngày 25 tháng 9 năm 2017  | 9.2% (12th)               | 7.0% (18th)               | 7.0% (20th)               | NR                        |
| 32         | Ngày 26 tháng 9 năm 2017  | 6.9% (17th)               | NR                        | 5.5% (NR)                 | NR                        |
| 33         | Ngày 27 tháng 9 năm 2017  | 9.7% (12th)               | 7.3% (14th)               | 7.9% (15th)               | 6.5% (18th)               |
| 34         | Ngày 28 tháng 9 năm 2017  | 7.7% (18th)               | 6.6% (20th)               | 7.2% (NR)                 | NR                        |
| 35         | Ngày 29 tháng 9 năm 2017  | 8.7% (12th)               | 6.8% (12th)               | 7.5% (17th)               | 6.5% (16th)               |
| 36         | Ngày 2 tháng 10 năm 2017  | 7.8% (14th)               | 5.8% (20th)               | 7.0% (19th)               | NR                        |
| 37         | Ngày 3 tháng 10 năm 2017  | 7.8% (11th)               | 6.5% (10th)               | 6.8% (14th)               | 6.9% (13th)               |
| 38         | Ngày 5 tháng 10 năm 2017  | 8.1% (14th)               | NR                        | 6.5% (19th)               | NR                        |
| 39         | Ngày 6 tháng 10 năm 2017  | 8.3% (10th)               | 6.1% (18th)               | 7.0% (17th)               | NR                        |
| 40         | Ngày 9 tháng 10 năm 2017  | 9.7% (11th)               | 8.1% (18th)               | 7.7% (20th)               | NR                        |
| 41         | Ngày 10 tháng 10 năm 2017 | 8.5% (16th)               | 6.9% (20th)               | 7.0% (16th)               | NR                        |
| 42         | Ngày 11 tháng 10 năm 2017 | 9.5% (13th)               | 7.4% (17th)               | 7.3% (18th)               | NR                        |
| 43         | Ngày 12 tháng 10 năm 2017 | 9.2% (10th)               | 6.9% (16th)               | 6.4% (NR)                 | NR                        |
| 44         | Ngày 13 tháng 10 năm 2017 | 8.1% (12th)               | 6.8% (13th)               | 6.6% (14th)               | 5.4% (19th)               |
| 45         | Ngày 16 tháng 10 năm 2017 | 9.3% (13th)               | 7.8% (16th)               | 6.8% (NR)                 | NR                        |
| 46         | Ngày 17 tháng 10 năm 2017 | 10.0% (11th)              | 8.4% (11th)               | 6.9% (16th)               | NR                        |
| 47         | Ngày 18 tháng 10 năm 2017 | 9.3% (9th)                | 7.1% (17th)               | 6.9% (16th)               | NR                        |
| 48         | Ngày 19 tháng 10 năm 2017 | 8.5% (15th)               | 7.8% (17th)               | 6.6% (NR)                 | NR                        |
| 49         | Ngày 20 tháng 10 năm 2017 | 8.2% (13th)               | 7.0% (13th)               | 6.7% (14th)               | NR                        |
| 50         | Ngày 23 tháng 10 năm 2017 | 9.9% (10th)               | 8.3% (12th)               | 7.6% (18th)               | NR                        |
| 51         | Ngày 24 tháng 10 năm 2017 | 9.0% (12th)               | 6.8% (14th)               | 7.6% (13th)               | 6.1% (17th)               |
| 52         | Ngày 25 tháng 10 năm 2017 | 10.4% (9th)               | 8.6% (11th)               | 7.1% (18th)               | NR                        |
| 53         | Ngày 26 tháng 10 năm 2017 | 10.1% (9th)               | 7.3% (12th)               | 7.3% (19th)               | NR                        |
| 54         | Ngày 27 tháng 10 năm 2017 | 9.7% (10th)               | 7.7% (11th)               | 7.8% (12th)               | 6.0% (16th)               |
| 55         | Ngày 30 tháng 10 năm 2017 | 8.8% (15th)               | 7.5% (19th)               | 7.6% (16th)               | NR                        |
| 56         | Ngày 31 tháng 10 năm 2017 | 9.7% (11th)               | 8.3% (11th)               | 7.4% (15th)               | NR                        |
| 57         | Ngày 1 tháng 11 năm 2017  | 9.7% (7th)                | 8.5% (7th)                | 6.7% (15th)               | 5.3% (18th)               |
| 58         | Ngày 2 tháng 11 năm 2017  | 8.4% (13th)               | 6.7% (17th)               | 6.2% (NR)                 | NR                        |
| 59         | Ngày 3 tháng 11 năm 2017  | 9.0% (13th)               | 7.6% (12th)               | 7.1% (14th)               | 6.0% (17th)               |
| 60         | Ngày 6 tháng 11 năm 2017  | 8.4% (14th)               | 6.8% (19th)               | 7.2% (16th)               | NR                        |
| 61         | Ngày 7 tháng 11 năm 2017  | 9.3% (13th)               | 8.0% (10th)               | 7.6% (13th)               | NR                        |
| 62         | Ngày 8 tháng 11 năm 2017  | 10.3% (8th)               | 8.9% (7th)                | 7.9% (13th)               | 6.5% (15th)               |
| 63         | Ngày 9 tháng 11 năm 2017  | 9.4% (11th)               | 7.3% (17th)               | 7.8% (11th)               | 6.8% (14th)               |
| 64         | Ngày 10 tháng 11 năm 2017 | 8.8% (14th)               | 7.9% (12th)               | 8.2% (13th)               | 6.6% (14th)               |
| 65         | Ngày 13 tháng 11 năm 2017 | 8.6% (13th)               | 6.4% (17th)               | 6.8% (NR)                 | NR                        |
| 66         | Ngày 14 tháng 11 năm 2017 | 9.1% (13th)               | 8.0% (10th)               | 7.0% (17th)               | NR                        |
| 67         | Ngày 15 tháng 11 năm 2017 | 10.3% (7th)               | 8.4% (8th)                | 6.5% (14th)               | 5.9% (16th)               |
| 68         | Ngày 16 tháng 11 năm 2017 | 10.3% (7th)               | 8.5% (11th)               | 8.5% (12th)               | 7.2% (18th)               |
| 69         | Ngày 17 tháng 11 năm 2017 | 9.3% (12th)               | 7.9% (13th)               | 7.7% (14th)               | 5.6% (20th)               |
| 70         | Ngày 20 tháng 11 năm 2017 | 10.0% (8th)               | 7.7% (13th)               | 8.5% (11th)               | 6.6% (15th)               |
| 71         | Ngày 21 tháng 11 năm 2017 | 10.6% (9th)               | 8.6% (9th)                | 7.7% (11th)               | NR                        |
| 72         | Ngày 22 tháng 11 năm 2017 | 10.2% (8th)               | 8.6% (9th)                | 7.7% (12th)               | 6.4% (18th)               |
| 73         | Ngày 23 tháng 11 năm 2017 | 9.3% (9th)                | 6.8% (19th)               | 8.0% (12th)               | NR                        |
| 74         | Ngày 24 tháng 11 năm 2017 | 10.6% (9th)               | 8.1% (11th)               | 8.0% (13th)               | 6.5% (17th)               |
| 75         | Ngày 27 tháng 11 năm 2017 | 10.3% (10th)              | 8.2% (11th)               | 7.8% (16th)               | 6.3% (20th)               |
| 76         | Ngày 28 tháng 11 năm 2017 | 10.0% (10th)              | 7.8% (12th)               | 8.0% (12th)               | 6.7% (14th)               |
| 77         | Ngày 29 tháng 11 năm 2017 | 8.8% (9th)                | 6.8% (13th)               | 7.1% (15th)               | NR                        |
| 78         | Ngày 30 tháng 11 năm 2017 | 10.6% (8th)               | 7.6% (13th)               | 9.2% (8th)                | 7.3% (17th)               |
| 79         | Ngày 1 tháng 12 năm 2017  | 9.9% (10th)               | 8.3% (11th)               | 8.3% (12th)               | 7.3% (13th)               |
| 80         | Ngày 4 tháng 12 năm 2017  | 9.3% (11th)               | 7.4% (15th)               | 7.3% (18th)               | NR                        |
| 81         | Ngày 5 tháng 12 năm 2017  | 9.6% (9th)                | 6.7% (14th)               | 7.8% (11th)               | 6.8% (19th)               |
| 82         | Ngày 6 tháng 12 năm 2017  | 9.6% (10h)                | 7.3% (13th)               | 6.8% (16th)               | 6.4% (19th)               |
| 83         | Ngày 7 tháng 12 năm 2017  | 10.4% (9th)               | 8.1% (11th)               | 7.6% (14th)               | 6.7% (19th)               |
| 84         | Ngày 8 tháng 12 năm 2017  | 10.5% (9th)               | 7.6% (14th)               | 8.1% (14th)               | 6.9% (17th)               |
| 85         | Ngày 11 tháng 12 năm 2017 | 9.2% (11th)               | NR                        | 8.0% (16th)               | NR                        |
| 86         | Ngày 12 tháng 12 năm 2017 | 9.7% (10th)               | 6.8% (14th)               | 9.0% (9th)                | 8.0% (12th)               |
| 87         | Ngày 13 tháng 12 năm 2017 | 9.0% (12th)               | 7.2% (16th)               | 7.9% (11th)               | 6.6% (18th)               |
| 88         | Ngày 14 tháng 12 năm 2017 | 10.7% (8th)               | 8.1% (9th)                | 8.3% (12th)               | 7.1% (17th)               |
| 89         | Ngày 15 tháng 12 năm 2017 | 10.3% (9th)               | 7.0% (16th)               | 8.4% (15th)               | 7.0% (18th)               |
| 90         | Ngày 18 tháng 12 năm 2017 | 11.1% (9th)               | 7.9% (14th)               | 8.7% (12th)               | 7.8% (16th)               |
| 91         | Ngày 19 tháng 12 năm 2017 | 10.9% (6th)               | 7.4% (12th)               | 8.6% (12th)               | 7.6% (16th)               |
| 92         | Ngày 20 tháng 12 năm 2017 | 9.3% (12th)               | 7.1% (13th)               | 7.6% (15th)               | 6.4% (19th)               |
| 93         | Ngày 21 tháng 12 năm 2017 | 12.7% (4th)               | 9.3% (6th)                | 9.6% (8th)                | 8.1% (10th)               |
| 94         | Ngày 22 tháng 12 năm 2017 | 10.4% (7th)               | 7.8% (12th)               | 9.9% (7th)                | 8.7% (10th)               |
| 95         | Ngày 25 tháng 12 năm 2017 | 9.1% (9th)                | 8.2% (10th)               | 8.1% (13th)               | NR                        |
| 96         | Ngày 26 tháng 12 năm 2017 | 11.3% (4th)               | NR                        | 9.3% (7th)                | 8.2% (9th)                |
| 97         | Ngày 27 tháng 12 năm 2017 | 11.1% (9th)               | 9.5% (6th)                | 8.2% (12th)               | 6.6% (18th)               |
| 98         | Ngày 28 tháng 12 năm 2017 | 11.6% (8th)               | 9.2% (9th)                | 10.9% (7th)               | 9.7% (6th)                |
| 99         | Ngày 29 tháng 12 năm 2017 | 10.8% (9th)               | 8.7% (10th)               | 9.6% (11th)               | 7.9% (14th)               |
| 100        | Ngày 1 tháng 1 năm 2018   | 9.8% (6th)                | —                         | 8.2% (15th)               | NR                        |
| 101        | Ngày 2 tháng 1 năm 2018   | 12.3% (5th)               | —                         | 10.2% (4th)               | 8.4% (9th)                |
| 102        | Ngày 3 tháng 1 năm 2018   | 12.3% (5th)               | —                         | 9.6% (8th)                | 7.9% (13th)               |
| 103        | Ngày 4 tháng 1 năm 2018   | 12.6% (4th)               | —                         | 10.2% (7th)               | 9.9% (9th)                |
| 104        | Ngày 5 tháng 1 năm 2018   | 13.0% (6th)               | —                         | 10.5% (7th)               | 8.8% (11th)               |
| 105        | Ngày 8 tháng 1 năm 2018   | 12.0% (5th)               | —                         | 9.9% (8th)                | 9.0% (12th)               |
| 106        | Ngày 9 tháng 1 năm 2018   | 12.0% (4th)               | —                         | 10.3% (5th)               | 8.6% (10th)               |
| 107        | Ngày 10 tháng 1 năm 2018  | 13.5% (4th)               | —                         | 10.1% (6th)               | 8.8% (9th)                |
| 108        | Ngày 11 tháng 1 năm 2018  | 13.4% (3rd)               | —                         | 10.3% (8th)               | 8.9% (9th)                |
| 109        | Ngày 12 tháng 1 năm 2018  | 12.8% (5th)               | —                         | 10.6% (10th)              | 8.9% (13th)               |
| 110        | Ngày 15 tháng 1 năm 2018  | 13.3% (4th)               | —                         | 10.0% (7th)               | 8.4% (12th)               |
| 111        | Ngày 16 tháng 1 năm 2018  | 12.6% (4th)               | —                         | 10.3% (5th)               | 8.6% (8th)                |
| 112        | Ngày 17 tháng 1 năm 2018  | 11.9% (5th)               | —                         | 9.6% (7th)                | 7.9% (8th)                |
| 113        | Ngày 18 tháng 1 năm 2018  | 12.1% (4th)               | —                         | 10.1% (6th)               | 8.8% (8th)                |
| 114        | Ngày 19 tháng 1 năm 2018  | 13.4% (4th)               | —                         | 11.0% (6th)               | 9.5% (9th)                |
| 115        | Ngày 22 tháng 1 năm 2018  | 12.2% (5th)               | —                         | 9.9% (7th)                | 8.1% (13th)               |
| 116        | Ngày 23 tháng 1 năm 2018  | 13.6% (4th)               | —                         | 11.3% (5th)               | 9.8% (7th)                |
| 117        | Ngày 24 tháng 1 năm 2018  | 12.2% (6th)               | —                         | 9.9% (10th)               | 8.1% (13th)               |
| 118        | Ngày 25 tháng 1 năm 2018  | 13.8% (5th)               | —                         | 11.0% (8th)               | 9.6% (9th)                |
| 119        | Ngày 26 tháng 1 năm 2018  | 14.0% (5th)               | —                         | 10.7% (10th)              | 8.7% (13th)               |
| 120        | Ngày 29 tháng 1 năm 2018  | 13.3% (5th)               | —                         | 10.6% (9th)               | 8.9% (10th)               |
| 121        | Ngày 30 tháng 1 năm 2018  | 12.9% (6th)               | —                         | 10.5% (7th)               | 8.3% (9th)                |
| 122        | Ngày 31 tháng 1 năm 2018  | 12.5% (7th)               | —                         | 10.8% (9th)               | 9.2% (10th)               |
| 123        | Ngày 1 tháng 2 năm 2018   | 12.5% (9th)               | —                         | 10.7% (10th)              | 8.9% (11th)               |
| 124        | Ngày 2 tháng 2 năm 2018   | 13.4% (6th)               | —                         | 11.1% (9th)               | 9.6% (12th)               |
| 125        | Ngày 5 tháng 2 năm 2018   | 13.6% (6th)               | —                         | 10.7% (10th)              | 8.3% (13th)               |
| 126        | Ngày 6 tháng 2 năm 2018   | 13.5% (5th)               | —                         | 11.4% (5th)               | 9.3% (6th)                |
| 127        | Ngày 7 tháng 2 năm 2018   | 14.0% (6th)               | —                         | 10.5% (10th)              | 9.0% (10th)               |
| 128        | Ngày 8 tháng 2 năm 2018   | 15.5% (2nd)               | —                         | 12.0% (5th)               | 9.9% (6th)                |
| 129        | Ngày 9 tháng 2 năm 2018   | 13.7% (5th)               | —                         | 11.6% (7th)               | 9.8% (9th)                |
| Trung bình | Trung bình                | 10.0%                     | %                         | 8.1%                      | %                         |

## Giải thưởng và đề cử
| Năm  | Giải thưởng                               | Hạng mục                                    | Người được đề cử | Kết quả |
| ---- | ----------------------------------------- | ------------------------------------------- | ---------------- | ------- |
| 2017 | Giải thưởng phim truyền hình KBS năm 2017 | Nam diễn viên xuất sắc trong phim nhiều tập | Im Ho            | Đề cử   |
| 2017 | Giải thưởng phim truyền hình KBS năm 2017 | Nữ diễn viên xuất sắc trong phim nhiều tập  | Hong Ah-reum     | Đề cử   |
| 2017 | Giải thưởng phim truyền hình KBS năm 2017 | Đạo diễn xuất sắc nhất                      | Song Won-seok    | Đề cử   |
| 2017 | Giải thưởng phim truyền hình KBS năm 2017 | Diễn viên trẻ xuất sắc nhất                 | Uhm Chae-young   | Đề cử   |